# 乐嘉
乐嘉（Tim Le，1975年5月16日—），祖籍宁波北仑白峰乡，生于上海，成长于陕西渭南。“FPA性格色彩”创建者、培训师，电视节目主持人。曾担任江苏卫视《非诚勿扰》节目嘉宾。

## 经历
出生于上海，成长于陕西渭南。毕业于宁波电大金融专业，后又于哈姆斯顿大学（Armstrong University）取得工商管理学士学位。出版有性格色彩分析畅销书多部，并自封为创始人。

## 争议
2011年7月，方舟子指其“FPA性格色彩”剽窃Taylor Hartman的性格色彩密码，并指其美国大学学历为野鸡大学学历。此前网上已有对乐嘉学历和性格色彩的质疑。乐嘉对方舟子的批评在博客中作出了回应，但此博客后来已处于关闭状态，回应文无法被查看。
2015年6月7日，在安徽卫视《超级演说家》节目录制过程当中，乐嘉为支持自己的残疾选手崔万志现场喝酒，结果醉酒后失控，满口爆粗不断，导致金星、窦文涛等嘉宾更是愤然离场，录制一度中止。
2017年2月，乐嘉在微博晒出两张变身扫地僧人的照片，配文“扫”字，网友纷纷猜测其是否已经出家，或者只是炒作。

## 出版书籍
《“色”眼识人 : FPA 性格色彩密码解读》，文汇出版社，2006年。
《人之初性本“色” : 乐嘉性格色彩笔记》， 中信出版社，2010年。
《色眼再识人 : 性格色彩读心术》，天津教育出版社，2012年。
《本色 : 活出真实的自己》，长江文艺出版社，2013年。
《爱难猜 : 性格色彩情感随笔》，浙江文艺出版社，2013年。

## 综艺节目
- 《超级先生》 （安徽衛視）
- 《非诚勿扰》（江苏卫视）
- 《等着我》（CCTV）
- 《超級演說家》（安徽衛視）
- 《了不起的挑战》（CCTV）
- 《我是演說家》（北京衛視）
- 《众创英雄汇》（广东卫视）（第一季、第二季）[10][11]